# Knopf (Bern)

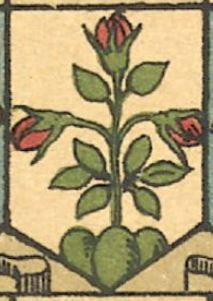
Wappen der Familie Knopf von Bern (1745, Reprint)

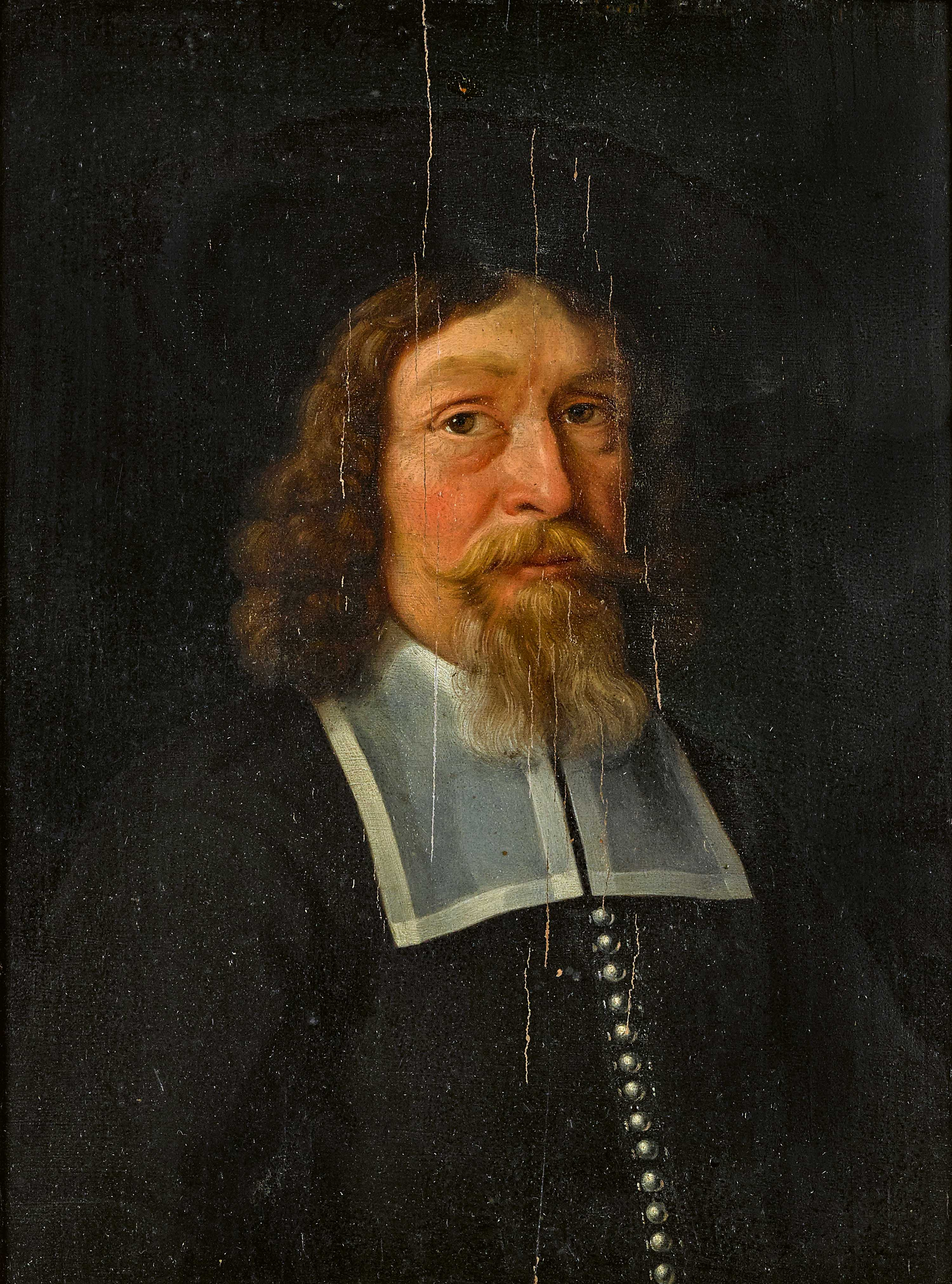
David Knopf (1623–1681), Bildnis von Johannes Dünz (1676)

Die Familie Knopf war eine Berner Burgerfamilie, die seit ungefähr 1500 das Burgerrecht der Stadt Bern besass und der Zunft zum Mohren angehörte. Die Knopf waren hauptsächlich Schneider und Theologen. Daniel Knopf (1666–1738) war ein bekennender Pietist und gehörte zu den hauptsächlichen Akteuren der Berner Bankenkrise von 1720. Mit Daniel Knopf erlosch das Geschlecht 1738 im Mannsstamm.

## Personen
- Jakob Knopf (1597–1664), Pfarrer zu Tachselwald, Pfarrer zu Rüderswil, Pfarrer zu Kappelen, Pfarrer zu Rüegsau
- David Knopf (1623–1681), Notar, Appellationsschreiber, Mitglied des Grossen Rats, Landvogt zu Interlaken
- Niklaus Knopf (1649–1690), Pfarrer zu Limpach
- Daniel Knopf (1666–1738)[3], Agent der Bank Malacrida, Almosner, Sekretär der ausländischen Gelder

## Archive
- Testament von Jungfer Rosina Knopf (1754), Mss.h.h.XXXI.56 (5) im Katalog der Burgerbibliothek Bern
- Daniel Knopf's 2te Verantwortung, datiert 28. November 1698, Mss.h.h.XIII.102 (10) im Katalog der Burgerbibliothek Bern
- Daniel Knopf's Verantwortung auf diejenigen Fragen, welche M. G. HH. der Commission in Religionssachen an mich gethan, den 17. September 1698, Mss.h.h.XIII.102 (9) im Katalog der Burgerbibliothek Bern
- Kaufbrief Daniel Knopf, C I a, Varia I (Orte) Bern, 25. September 1686 im Katalog des Staatsarchivs Bern.
- Kaufbrief David Knopf, C I a, Interlaken, 2. Oktober 1676 im Katalog des Staatsarchivs Bern.
- Streubestände zur Familie Knopf in der Burgerbibliothek Bern